# Angel Martino
Angelina L. „Angel” Martino (ur. 25 kwietnia 1967 w Tuscaloosa) – amerykańska pływaczka. Wielokrotna medalistka olimpijska.
Największe sukcesy odnosiła w stylu dowolnym, choć startowała również w innych stylach. Brała udział w dwóch igrzyskach (IO 92, IO 96), na obu olimpiadach zdobywała medale (łącznie sześć). Wywalczyła trzy złote krążki w wyścigach sztafetowych, indywidualnie również trzykrotnie zajmowała trzecie miejsce. Ma w dorobku medale m.in. mistrzostw świata na krótkim basenie i igrzysk panamerykańskich.